# Apelsinlunden

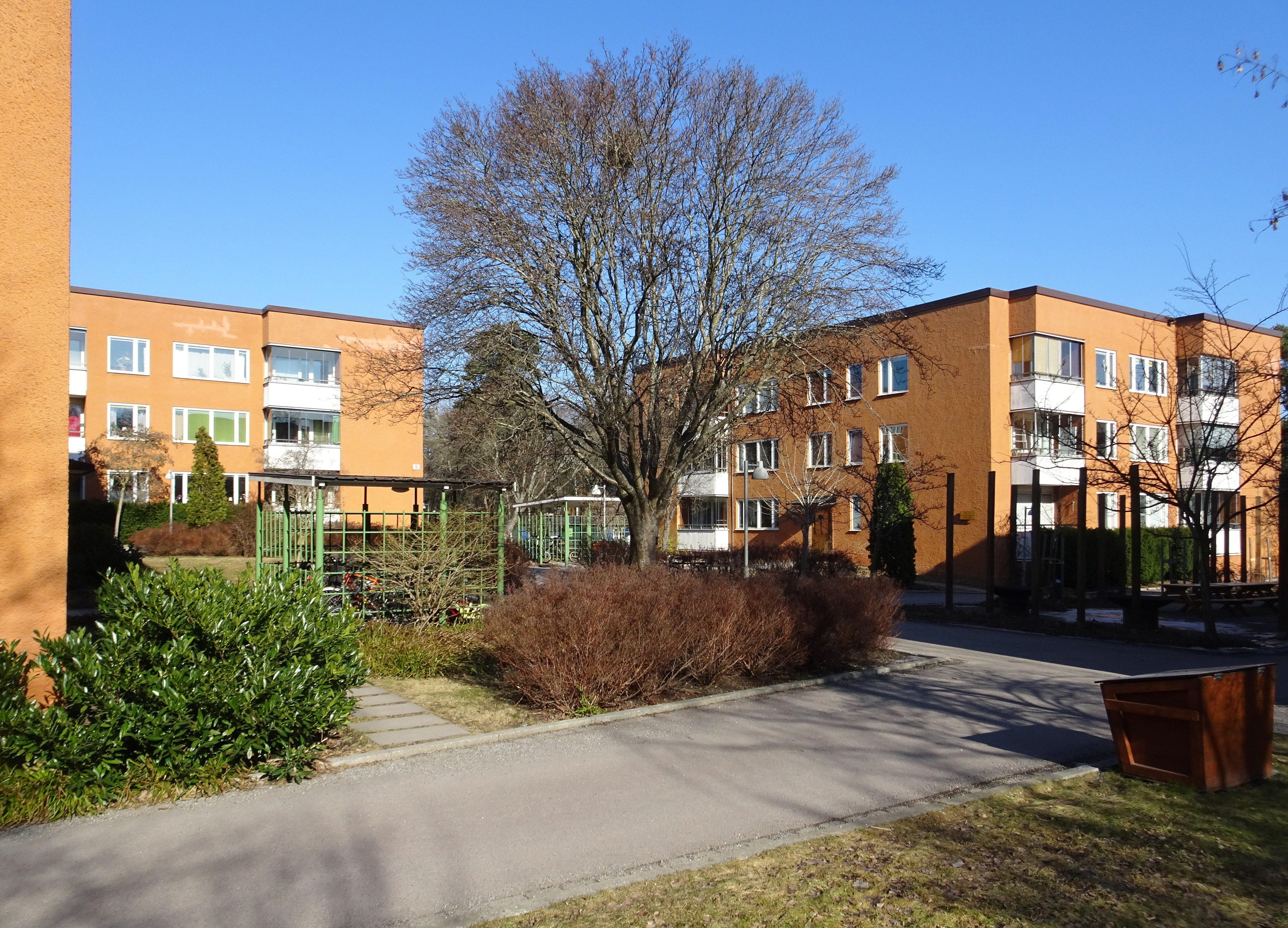
Apelsinlunden, punkthusen i kvarteret Pliggen, mars 2022.

Apelsinlunden kallas ett bostadsområde vid Folkparksvägen / Götalandsvägen i stadsdelen Solberga i Söderort. Apelsinlundens bostadshus uppfördes 1967 i ramen för miljonprogrammet efter ritningar av arkitekt Lars Bryde och har sitt folkliga namn efter den orangeröda färgsättningen. Bebyggelsen är ett av Stockholms största områden med låga punkthus. Apelsinlundens fastigheter är grönmärkta av Stadsmuseet i Stockholm vilket innebär "särskilt värdefull från historisk, kulturhistorisk, miljömässig eller konstnärlig synpunkt".

## Bakgrund

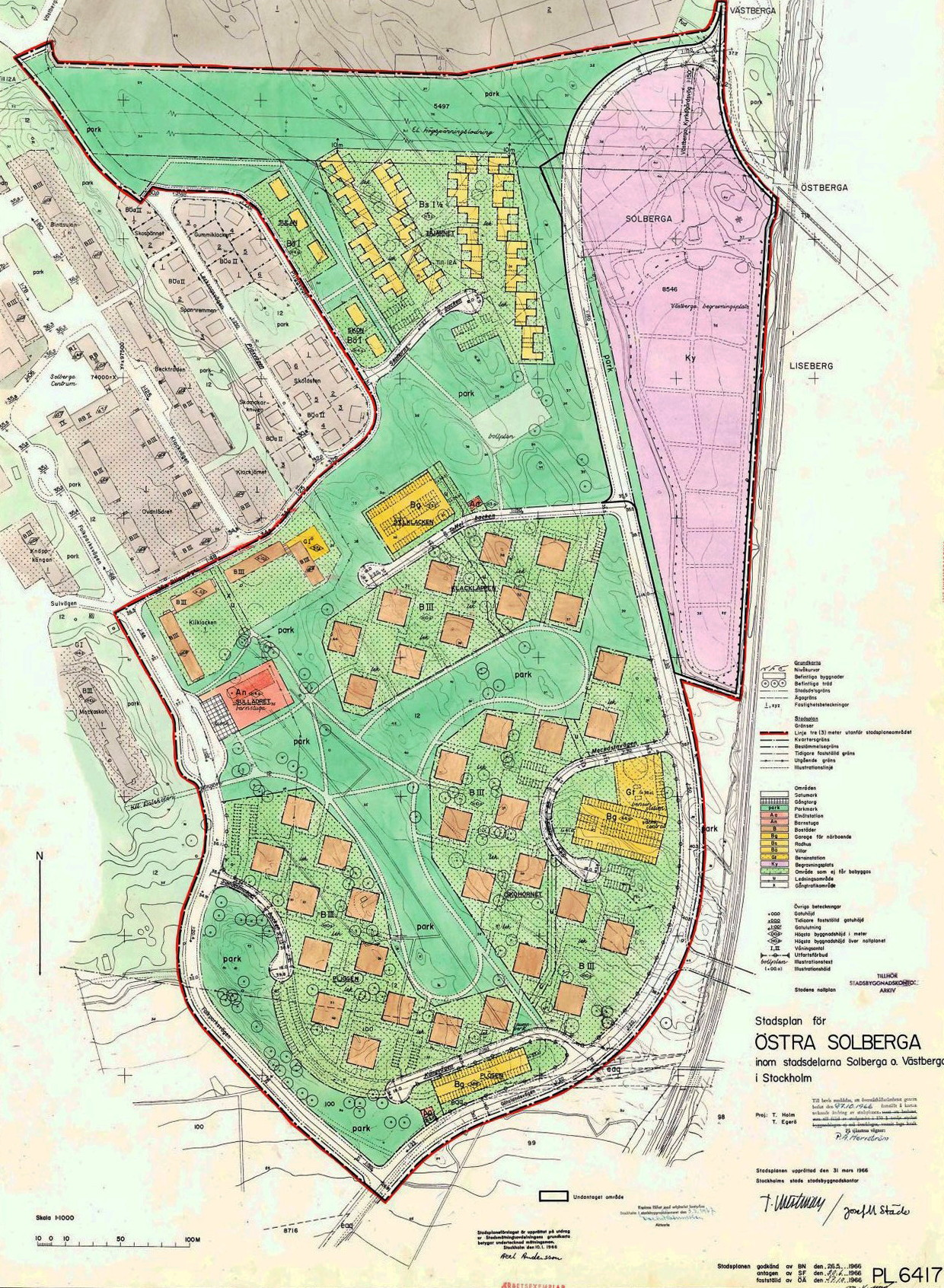
Stadsplan Pl 6417 Östra Solberga, 1966.

När Solberga planlades i mitten av 1940-talet ägde Stockholms stad enbart mark i norra delen av den framtida förorten. Marken i den södra delen tillhörde Svenska kyrkan. De planer som utarbetades under 1946 kom därför att innehålla en så kallad säckförort med Folkparksvägen som huvudstråk, som bara kunde trafikeras norrifrån och framdragen till kyrkans ägor i söder. I en andra etapp skulle vägen förlängas söderut till Götalandsvägen vid Älvsjö station, men när detta kunde ske var till en början oklart.
Förlängningen genomfördes först i slutet av 1960-talet när Stockholms stad kunde förvärva resterande mark från kyrkan. 1966 upprättades en stadsplan (Pl. 6417) av Josef Stäck, stadsplanearkitekt vid Stockholms stadsbyggnadskontor, för området sydost om Folkparksvägen kallad Östra Solberga. Planen vann laga kraft i december 1966. Trakten var obebyggd och terrängen kuperad med barrskogsbevuxna bergspartier. Stadsplanen omfattade dels ett radhusområde, dels ett område med punkthus.
Gällande väg- och kvartersnamn anknöt man till kategori skodon, som sedan 1940-talet var etablerat i bostadsområdena norr om Apelsinlunden. Nya vägnamn blev bland annat Sandalmakarbacken, Mockasinvägen, Pliggvägen och Toffelbacken medan kvarteren fick namn som Pliggen, Skohornet, Kilklacken och Klacklappen.

## Bebyggelsen
Den nya bebyggelsen bestående av totalt 34 punkthus grupperades i tre områden (fastigheterna Pliggen 1, Klacklappen 1 och Skohornet 1) med park- och lekytor däremellan. Byggherre var Hyreshus i Stockholm AB som anlitade arkitekt Lars Bryde att formge husen.
Bryde ritade 34 kompakta, kubiska trevåningshus med plant tak. Varje punkthus har ett centralt trapphus kring vilket fyra lägenheter om två, tre och fyra rum och kök grupperades. Rummens storlek och utrustning följde normsamlingen God bostad som var en förutsättning att få förmånliga statliga bostadslån i ramen för miljonprogrammet.
Fasaderna spritputsades och avfärgades i orange-gula kulörer med tre nyanser: rödbrun i kvarteret Klacklappen, orange i kvarteret Pliggen och gul i kvarteret Skohornet. Det är den okonventionella färgsättningen som gav området sitt smeknamn Apelsinlunden. Balkongfronterna i vitlackerad smalsinuskorrugerad plåt bildar en intressant kontrast till fasaderna. I souterrängvåningen på Pliggen 1, hus nr 4 fanns ursprungligen en livsmedelsbutik. Området gestaltades bilfritt med parkeringsplatser i ytterkanten.
Numera ägs fastigheterna i Apelsinlunden av tre olika bostadsrättsföreningar:
- Brf Sandalmakarbacken (Pliggen1) med 135 lägenheter, bildad 2011.[7]
- Brf Apelsinlunden (Klacklappen 1) med 123 lägenheter, bildad 2009.[8]
- Brf Kvarteret Apelsinen (Skohornnet 1) med 168 lägenheter, bildad 2010.[9]

### Bilder

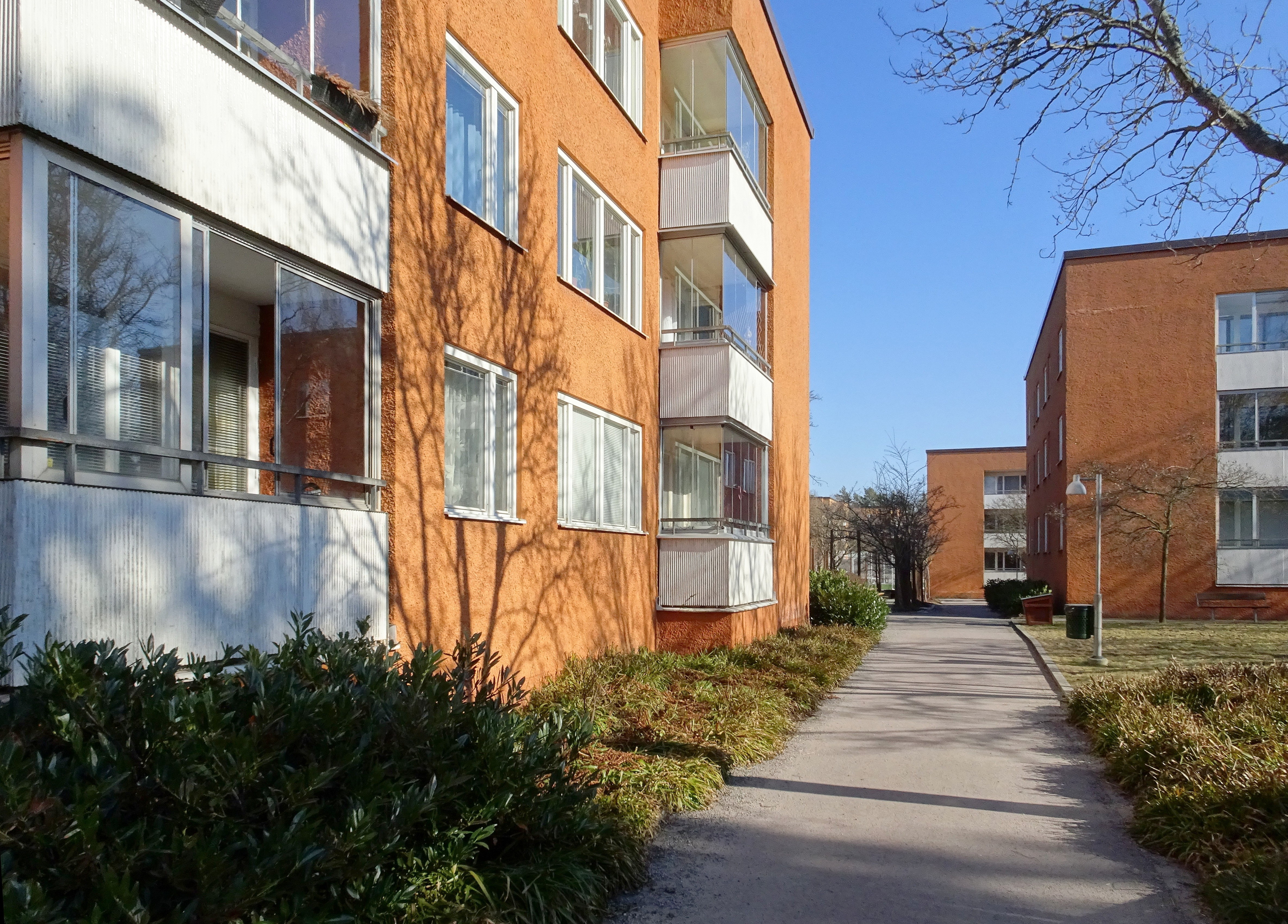
Kvarteret Pliggen.
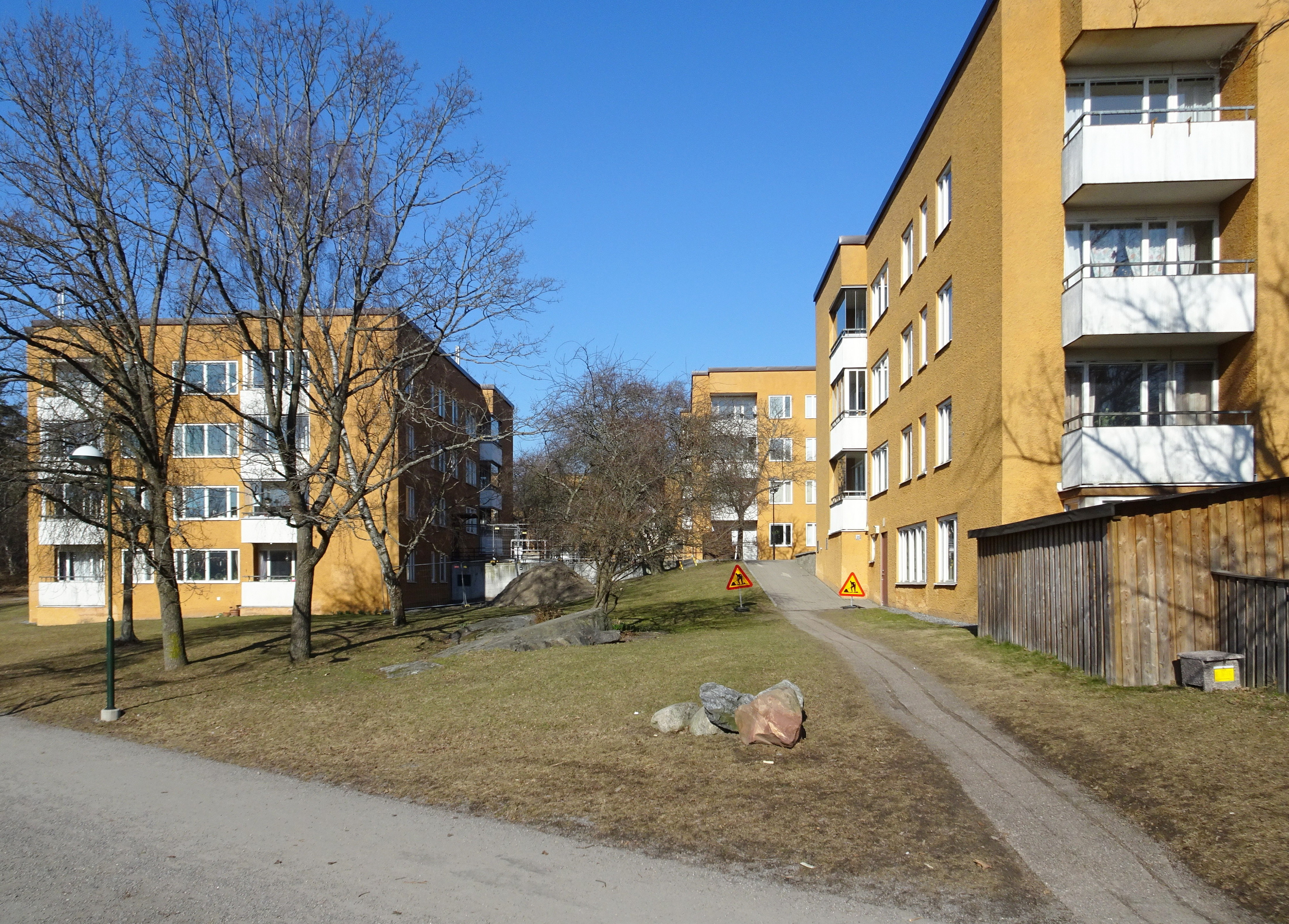
Kvarteret Skohornet.
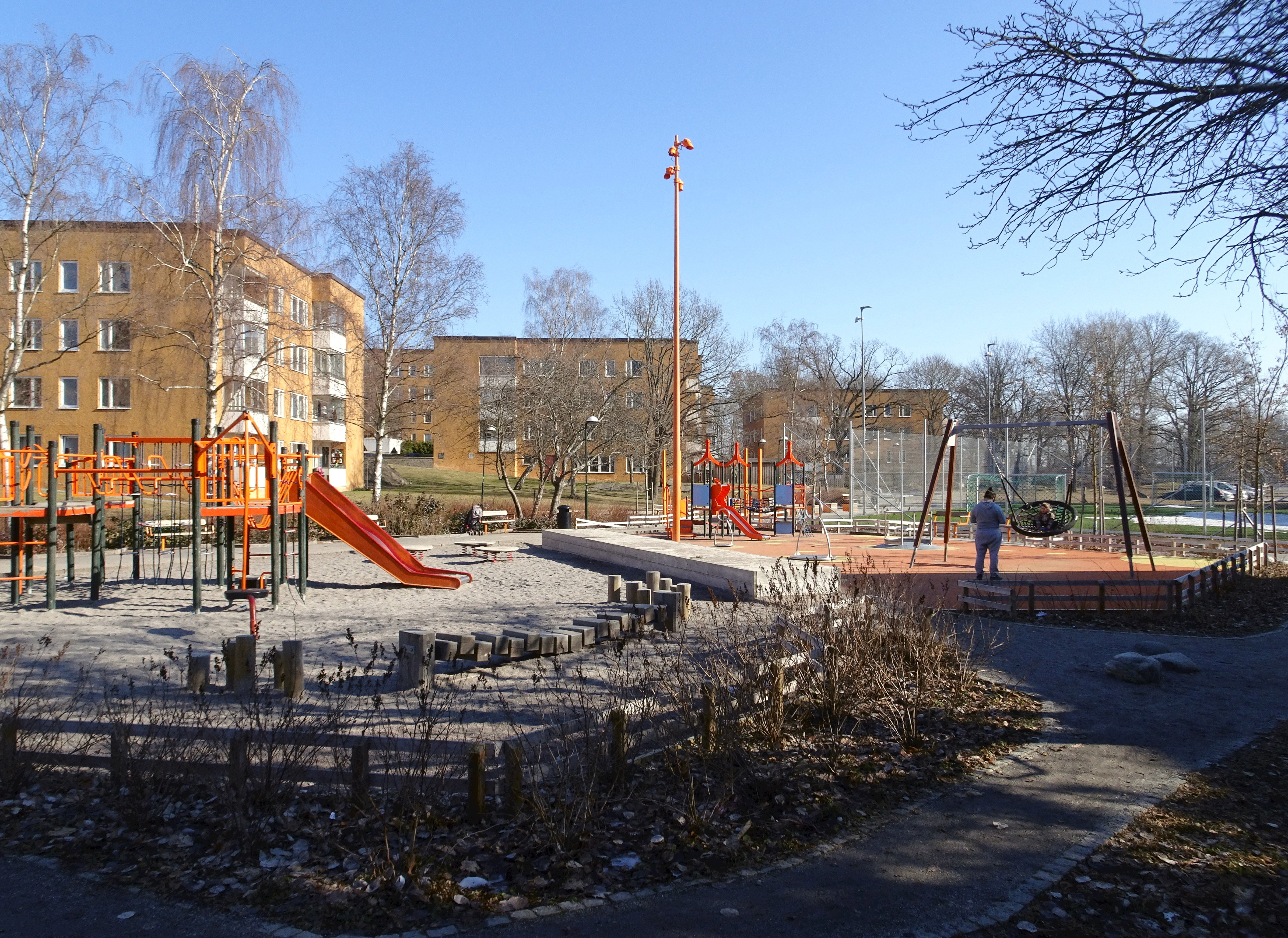
Lekplatsen.
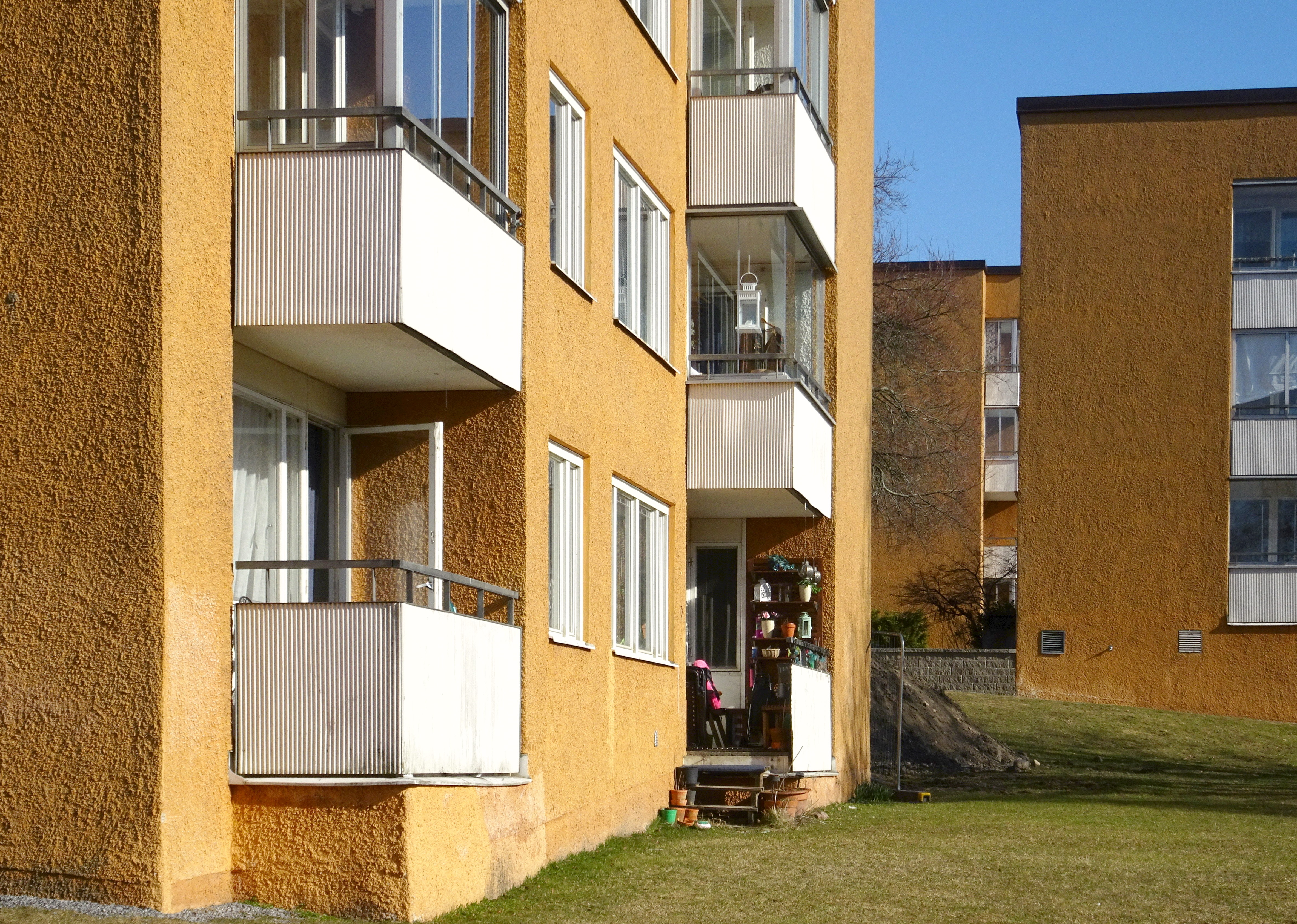
Kvarteret Skohornet.

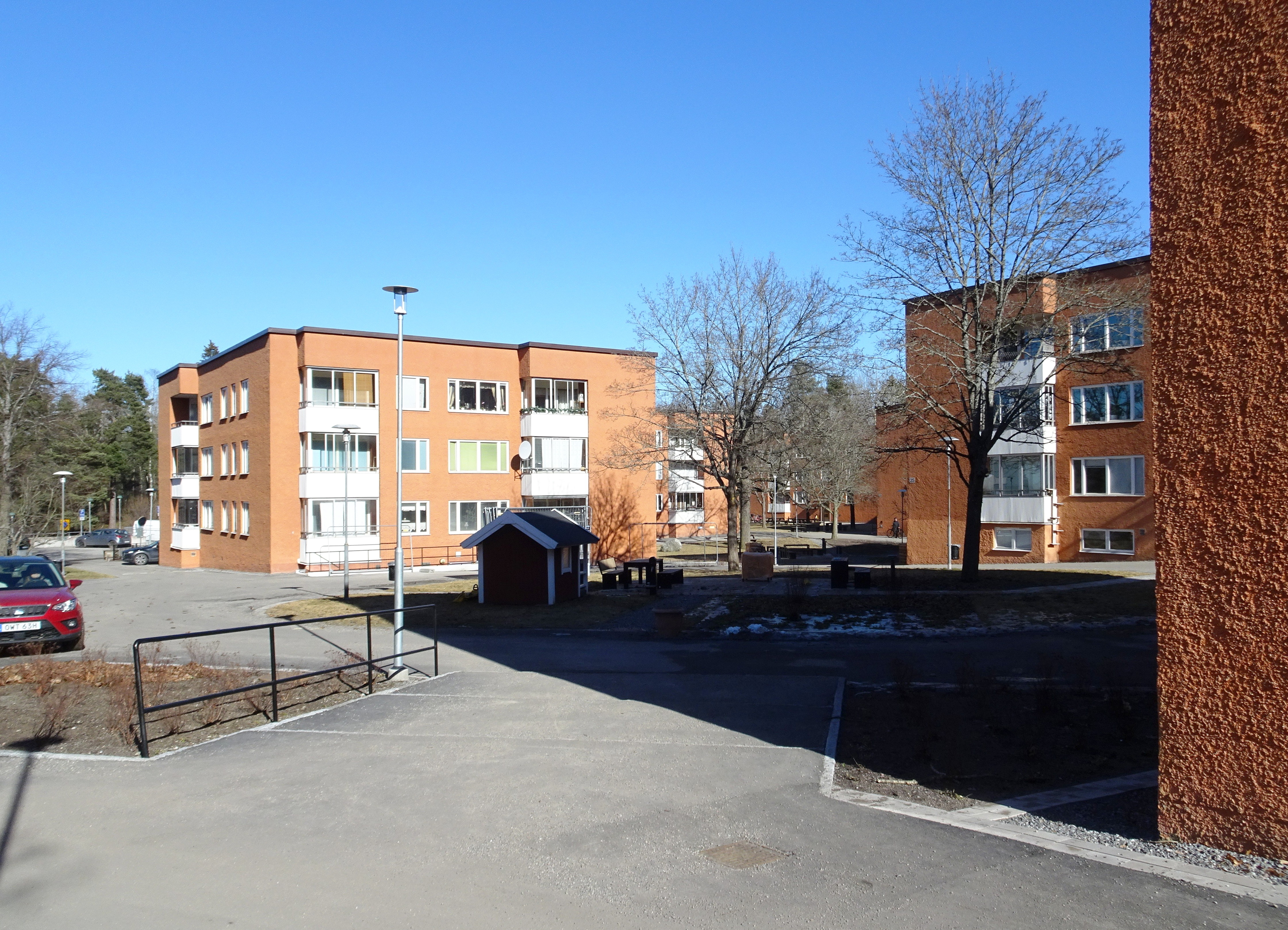
Kvarteret Klacklappen.
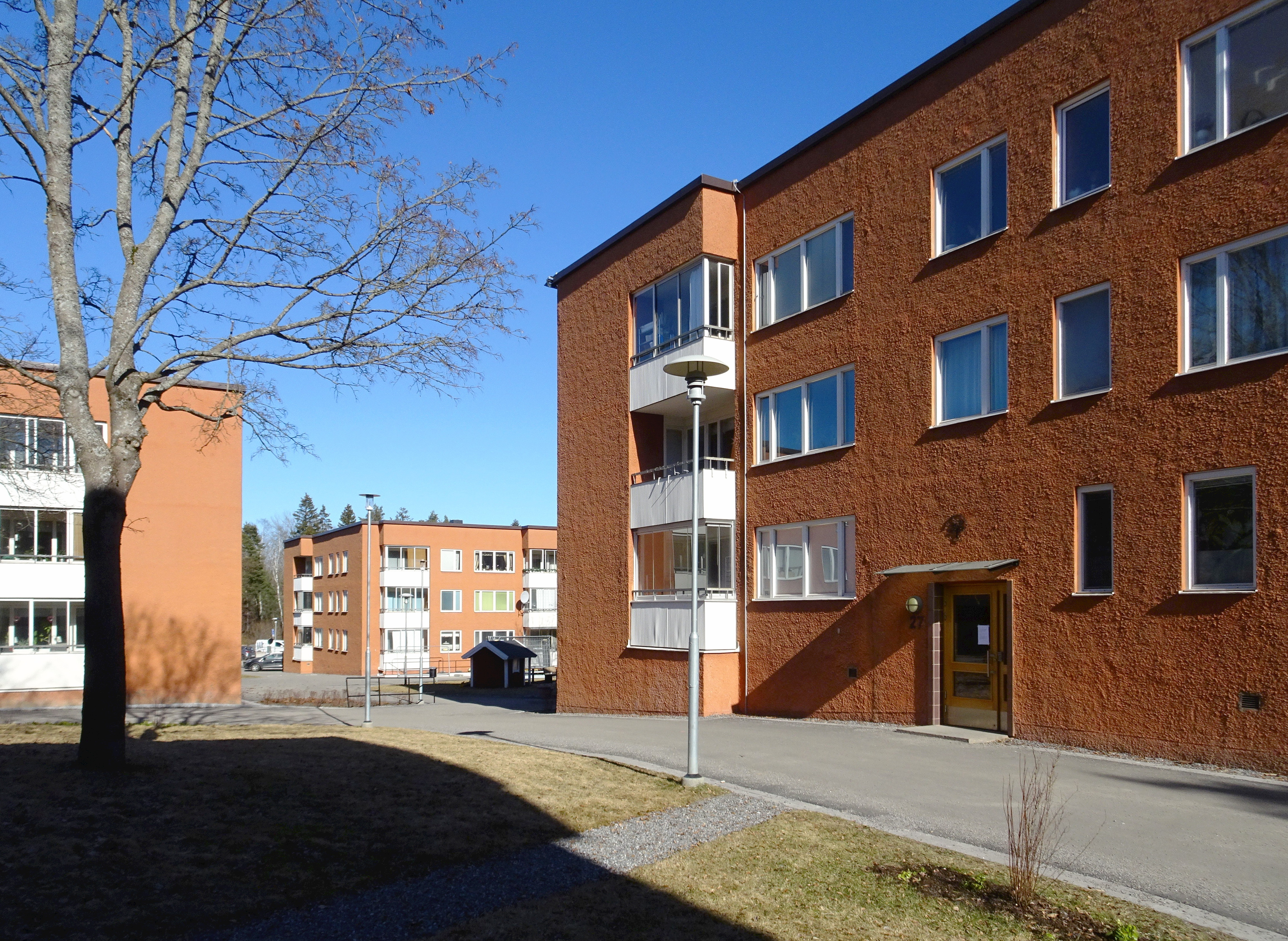
Kvarteret Klacklappen.
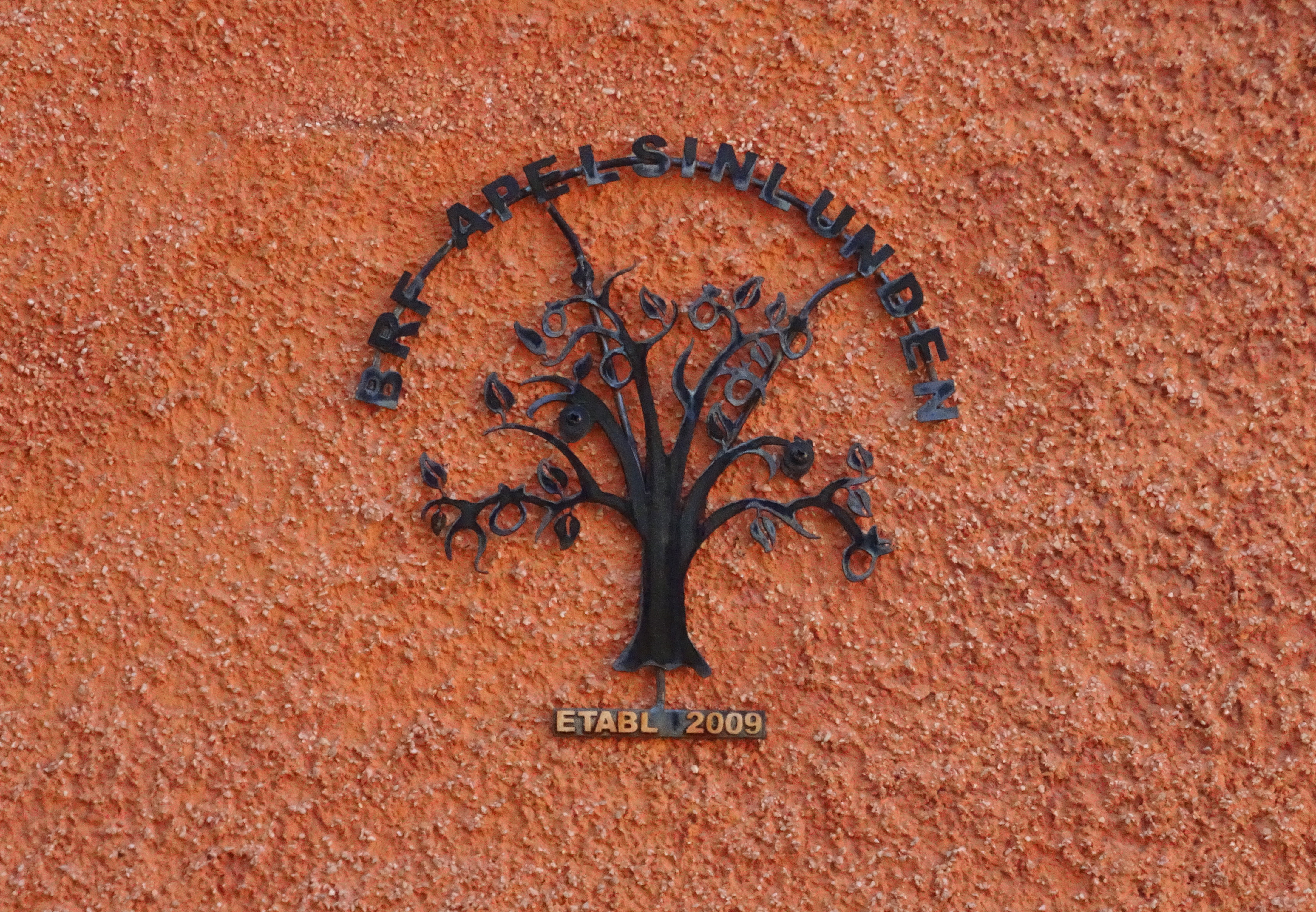
Kvarteret Klacklappen.
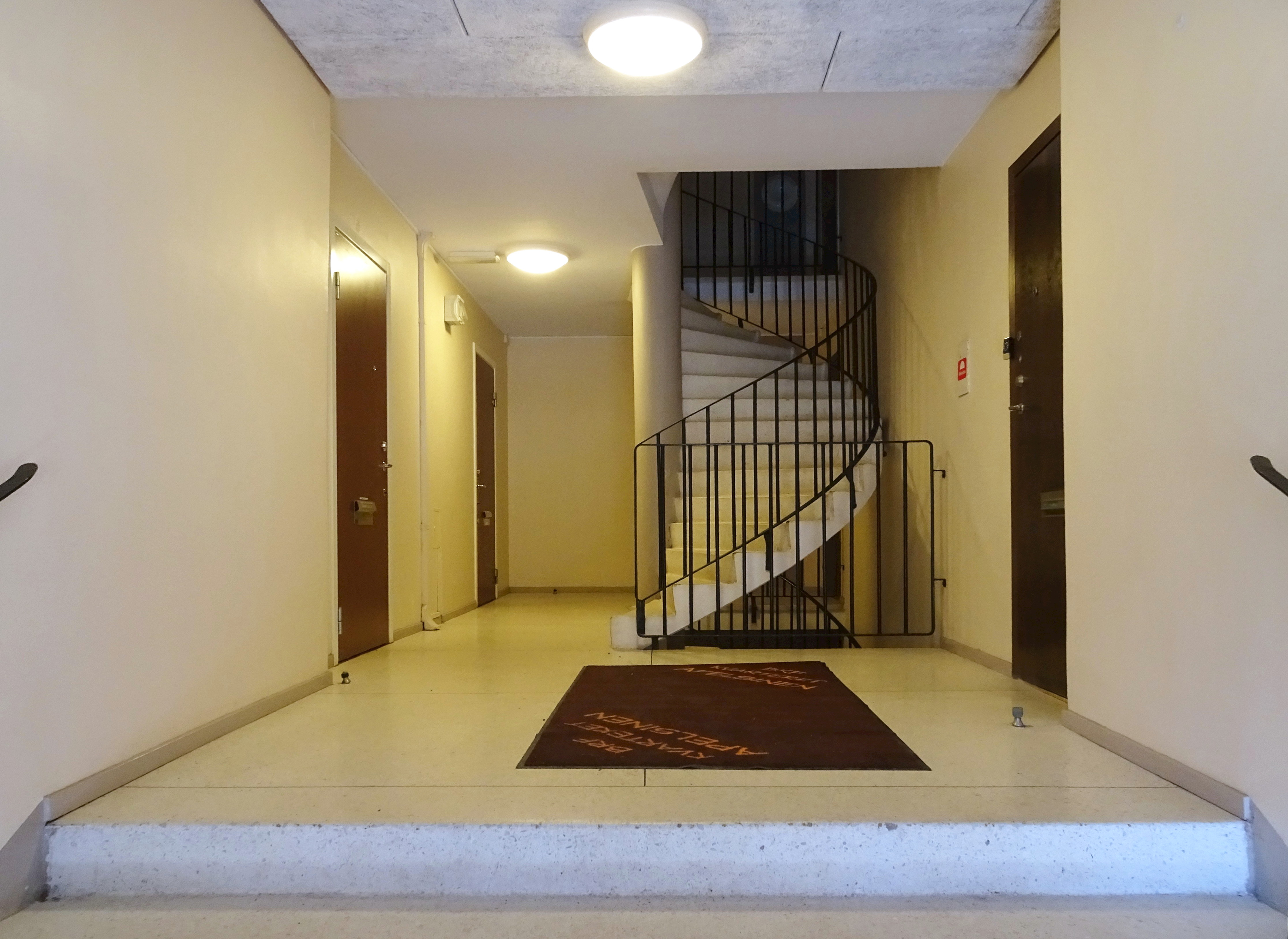
Ett av trapphusen.

## Kulturhistorisk klassificering
Apelsinlunden är utpekat som en kulturhistoriskt värdefull miljö. Samtliga fastigheter inom kvarteren är grönmärkta. Det innebär att bebyggelsen är särskilt värdefull från historisk, kulturhistorisk, miljömässig eller konstnärlig synpunkt. Stadsmuseets motivering till klassificeringen är följande:
| ” | 34 låga kubiska, välbevarade och tidstypiska punkthus ritade av Lars Brydes Arkitektkontor i slutet av 1960-talet. Området kallas för Apelsinlunden på grund av fasadernas kulörer. Troligen ett av Stockholms största område med låga punkthus. Den välgestaltade markplaneringen bidrar till områdets särskilda kulturhistoriska värde. | „ |